# Бобай
22°16′33″ пн. ш. 109°58′20″ сх. д. / 22.275833333333° пн. ш. 109.97222222222° сх. д.
Бобай (кит. 博白县, пін. Bóbái Xiàn) — один із повітів КНР у складі префектури Юйлінь, Гуансі-Чжуанський автономний район. Адміністративний центр — містечко Бобай.

## Географія
Бобай лежить на висоті близько 70 метрів над рівнем моря на південному заході префектури, лежить на річці Наньлюцзян.

### Клімат
Повіт знаходиться у зоні, котра характеризується вологим субтропічним кліматом. Найтепліший місяць — липень із середньою температурою 28,3 °C. Найхолодніший місяць — січень, із середньою температурою 14 °С.
| Клімат повіту Бобай     | Клімат повіту Бобай | Клімат повіту Бобай | Клімат повіту Бобай | Клімат повіту Бобай | Клімат повіту Бобай | Клімат повіту Бобай | Клімат повіту Бобай | Клімат повіту Бобай | Клімат повіту Бобай | Клімат повіту Бобай | Клімат повіту Бобай | Клімат повіту Бобай | Клімат повіту Бобай |
| Показник                | Січ.                | Лют.                | Бер.                | Квіт.               | Трав.               | Черв.               | Лип.                | Серп.               | Вер.                | Жовт.               | Лист.               | Груд.               | Рік                 |
| Середній максимум, °C   | 18,3                | 19,2                | 22,1                | 26,8                | 30,4                | 32                  | 32,8                | 32,9                | 31,8                | 29,3                | 25,2                | 21,1                | 26,8                |
| Середня температура, °C | 14                  | 15,4                | 18,4                | 23                  | 26,1                | 27,7                | 28,3                | 28,2                | 27                  | 24,4                | 20                  | 15,8                | 22,4                |
| Середній мінімум, °C    | 11,1                | 12,8                | 15,8                | 20,4                | 23,3                | 25                  | 25,4                | 25,3                | 23,9                | 20,9                | 16,4                | 12,3                | 19,4                |
| Норма опадів, мм        | 51                  | 69                  | 81.8                | 168.5               | 249.4               | 274.3               | 333.2               | 260.9               | 174.8               | 64.7                | 39.4                | 29.7                | 1796.7              |
| Вологість повітря, %    | 76                  | 81                  | 83                  | 83                  | 82                  | 84                  | 82                  | 83                  | 79                  | 74                  | 70                  | 69                  | 78.8                |
| ----------------------- | ------------------- | ------------------- | ------------------- | ------------------- | ------------------- | ------------------- | ------------------- | ------------------- | ------------------- | ------------------- | ------------------- | ------------------- | ------------------- |
| Джерело: data.cma.cn    |                     |                     |                     |                     |                     |                     |                     |                     |                     |                     |                     |                     |                     |